# Слепухинский сельсовет
Слепу́хинский сельсове́т — сельское поселение в Долгоруковском районе Липецкой области.
Административный центр поселения — село Слепуха.

## География
Слепухинский сельсовет находится в северо-восточной окраине Долгоруковского района, в 20 км к северо-востоку от села Долгоруково. На севере поселение граничит с Каменским, на северо-востоке с Юрьевским сельсоветами Задонского района, на юго-востоке с Долгушинским, на юго-западе с Жерновским и на востоке с Большебоёвским сельсоветами Долгоруковского района.
По территории сельского поселения протекают река Поповка, а также несколько мелких ручьёв. На юге села Слепуха находится большая запруда.

## Население
| 2010 | 2012 | 2013 | 2014 | 2015 | 2016 | 2017 |
| ---- | ---- | ---- | ---- | ---- | ---- | ---- |
| 293  | ↘282 | ↗287 | ↗297 | ↘291 | ↘287 | ↗297 |
| 2018 | 2021 |      |      |      |      |      |
| ↘288 | ↘233 |      |      |      |      |      |

## Состав сельского поселения
| № | Населённый пункт | Тип населённого пункта       | Население |
| - | ---------------- | ---------------------------- | --------- |
| 1 | Слепуха          | село, административный центр | →280      |
| 2 | Тёпленькая 2-я   | деревня                      | 13        |

## Местное самоуправление
Глава поселения — НЕДЕЛИНА ТАТЬЯНА ВАСИЛЬЕВНА.
Телефон администрации поселения (47468) 2-37-32.

## Достопримечательности
- Казанская церковь 1828 года в Слепухе  памятник архитектуры (региональный)

## Культура и образование
В селе Слепуха действует «Поселенческий центр культуры, досуга и народного творчества» («Дом культуры»).
Средняя школа в селе Слепуха (закрыта в середине 2000-х годов из-за низкой наполняемости).

## Общественные учреждения
В центре поселения действует отделение почтовой связи и сберегательного банка.

## Медицина
Фельдшерско-акушерский пункт в селе Слепуха.

## Транспорт
Поселение связано асфальтированной дорогой с селом Большая Боёвка и районным центром Долгоруково. Пассажирское сообщение осуществляется автобусом, курсирующим по маршруту Долгоруково — Слепуха.